# Gran Premio del Canada 2003
Il Gran Premio del Canada 2003 è stato un Gran Premio di Formula 1 disputato il 15 giugno 2003 sul circuito cittadino di Montreal. La gara fu vinta da Michael Schumacher su Ferrari, davanti al fratello Ralf e a Juan Pablo Montoya su Williams - BMW.

## Vigilia

### Aspetti tecnici
La McLaren rinviò nuovamente il debutto della nuova MP4-18, continuando nel frattempo a sviluppare la MP4-17D, sulle quali furono montate delle sospensioni anteriori derivate direttamente da quelle della nuova monoposto. La scuderia di Woking introdusse anche delle nuove pinze dei freni, non più sistemate orizzontalmente nella parte inferiore del disco, ma verticalmente. Questa soluzione permise alla scuderia inglese di dotare i freni anteriori delle prese d'aria avvolgenti introdotte dalla Ferrari nel 2001 e via via copiate da tutte le altre scuderie.
La Ferrari, invece, portò in pista una versione potenziata del motore, oltre a dei nuovi schermi dietro alle ruote anteriori e ad un nuovo alettone posteriore. Le altre scuderie non esibirono modifiche sostanziali, limitandosi ad adattare le proprie vetture al particolare tracciato canadese.

## Prove libere

### Resoconto
Come avvenuto in tutte le gare disputate fino a quel momento, nella sessione di test privati del venerdì mattina la Renault schierò tre vetture, affidandone una anche al collaudatore Allan McNish.

### Risultati
I tempi migliori nelle prove libere di venerdì mattina furono i seguenti:
| Pos | Nº | Pilota             | Costruttore       | Tempo    |
| --- | -- | ------------------ | ----------------- | -------- |
| 1   | 15 | Antônio Pizzonia   | Jaguar - Cosworth | 1'16"621 |
| 2   | 3  | Juan Pablo Montoya | Williams - BMW    | 1'17"216 |
| 3   | 1  | Michael Schumacher | Ferrari           | 1'17"228 |

I tempi migliori nelle prove libere di sabato mattina furono i seguenti:
| Pos | Nº | Pilota               | Costruttore   | Tempo    |
| --- | -- | -------------------- | ------------- | -------- |
| 1   | 1  | Michael Schumacher   | Ferrari       | 1'23"385 |
| 2   | 2  | Rubens Barrichello   | Ferrari       | 1'23"677 |
| 3   | 11 | Giancarlo Fisichella | Jordan - Ford | 1'25"240 |

## Qualifiche

### Resoconto
La sessione a serbatoi scarichi del venerdì fu disputata sotto la pioggia, rimescolando l'ordine di uscita nella sessione di sabato. Tuttavia, non ci furono particolari ripercussioni sulle qualifiche di sabato, che furono dominate dalle Williams-BMW di Ralf Schumacher e Juan Pablo Montoya, rispettivamente primo e secondo. Alle loro spalle si piazzò Michael Schumacher, più rapido di appena un millesimo di secondo rispetto ad Alonso. La terza fila fu occupata da Barrichello e Webber, seguiti da Panis (qualificatosi con poco carburante a bordo), Trulli, Da Matta e Frentzen.
La McLaren ottenne risultati piuttosto deludenti, con Coulthard che non andò oltre l'undicesima posizione e Räikkönen relegato in fondo allo schieramento dopo un'uscita di pista alla seconda curva. La Minardi, invece, ottenne il miglior piazzamento in qualifica dal Gran Premio di Germania 1999 grazie a Verstappen, che fece segnare il quindicesimo tempo.

### Risultati
| Pos | No | Pilota                | Costruttore        | Pneumatici | Venerdì  | Sabato      | Distacco |
| --- | -- | --------------------- | ------------------ | ---------- | -------- | ----------- | -------- |
| 1   | 4  | Ralf Schumacher       | Williams - BMW     | M          | 1'38"210 | 1'15"529    |          |
| 2   | 3  | Juan Pablo Montoya    | Williams - BMW     | M          | 1'37"479 | 1'15"923    | +0"394   |
| 3   | 1  | Michael Schumacher    | Ferrari            | B          | 1'31"969 | 1'16"047    | +0"518   |
| 4   | 8  | Fernando Alonso       | Renault            | M          | 1'35"173 | 1'16"048    | +0"519   |
| 5   | 2  | Rubens Barrichello    | Ferrari            | B          | 1'30"925 | 1'16"143    | +0"614   |
| 6   | 14 | Mark Webber           | Jaguar - Cosworth  | M          | 1'36"699 | 1'16"182    | +0"653   |
| 7   | 20 | Olivier Panis         | Toyota             | M          | 1'37"313 | 1'16"598    | +1"069   |
| 8   | 7  | Jarno Trulli          | Renault            | M          | 1'41"413 | 1'16"718    | +1"189   |
| 9   | 21 | Cristiano da Matta    | Toyota             | M          | 1'38"244 | 1'16"826    | +1"297   |
| 10  | 10 | Heinz-Harald Frentzen | Sauber - Petronas  | B          | 1'35"776 | 1'16"939    | +1"410   |
| 11  | 5  | David Coulthard       | McLaren - Mercedes | M          | 1'36"463 | 1'17"024    | +1"495   |
| 12  | 9  | Nick Heidfeld         | Sauber - Petronas  | B          | 1'32"778 | 1'17"086    | +1"557   |
| 13  | 15 | Antônio Pizzonia      | Jaguar - Cosworth  | M          | 1'38"255 | 1'17"337    | +1"808   |
| 14  | 16 | Jacques Villeneuve    | BAR - Honda        | B          | 1'44"702 | 1'17"347    | +1"818   |
| 15  | 19 | Jos Verstappen        | Minardi - Cosworth | B          | 1'37"426 | 1'18"014    | +2"485   |
| 16  | 11 | Giancarlo Fisichella  | Jordan - Ford      | B          | 1'38"617 | 1'18"036    | +2"507   |
| 17  | 17 | Jenson Button         | BAR - Honda        | B          | 1'38"109 | 1'18"205    | +2"676   |
| 18  | 18 | Justin Wilson         | Minardi - Cosworth | B          | 1'38"088 | 1'18"560    | +3"031   |
| 19  | 12 | Ralph Firman          | Jordan - Ford      | B          | 1'34"759 | 1'18"692    | +3"163   |
| 20  | 6  | Kimi Räikkönen        | McLaren - Mercedes | M          | 1'35"373 | senza tempo | /        |

## Gara

### Resoconto
Al via le prime posizioni rimasero invariate, con i due piloti della Williams in testa davanti a Michael Schumacher, Alonso, Barrichello e Webber. Il pilota brasiliano della Ferrari toccò leggermente lo spagnolo della Renault, danneggiando l'alettone anteriore della propria monoposto, e dovette tornare ai box per sostituirlo, tornando in pista nelle retrovie. Nel corso del secondo giro Montoya perse il controllo della propria vettura, finendo in testacoda e venendo sopravanzato da Michael Schumacher, Alonso e Webber. Il pilota colombiano ebbe la meglio sugli ultimi due, ma si trovò ad avere uno svantaggio di circa dieci secondi sui fratelli Schumacher.
Durante la prima serie di pit stop Michael Schumacher, rimasto in pista più a lungo del fratello, riuscì a sopravanzarlo. Ralf Schumacher cominciò a tallonare il rivale, senza però rendersi pericoloso neanche nelle ultime fasi di gara, quando il pilota della Ferrari ridusse il ritmo al punto da permettere a Montoya e ad Alonso di raggiungerli. Nonostante i ridotti distacchi non vi furono tentativi di sorpasso degni di nota ed i primi quattro tagliarono il traguardo nello stesso ordine. Alle loro spalle si piazzò Barrichello, autore di una buona rimonta dopo l'inconveniente iniziale. Il pilota brasiliano precedette Räikkönen, rallentato da una foratura a metà gara: il sesto posto finale non bastò al finlandese per mantenere la prima posizione in classifica, dove fu scavalcato da Michael Schumacher. Chiusero in zona punti anche Webber e Panis, quest'ultimo a punti per la prima volta in stagione.
Fernando Alonso fece segnare per la prima volta in carriera il giro più veloce in gara. Il pilota spagnolo divenne il più giovane ad ottenere questo risultato nella storia della Formula 1, battendo il record precedente di Bruce McLaren (ottenuto a pari merito con Stirling Moss) che durava dal Gran Premio di Gran Bretagna 1959.

### Risultati
| Pos      | No | Pilota                | Costruttore        | Pneumatici | Giri | Tempo/Ritiro e posizione al ritiro | Partenza | Punti |
| -------- | -- | --------------------- | ------------------ | ---------- | ---- | ---------------------------------- | -------- | ----- |
| 1        | 1  | Michael Schumacher    | Ferrari            | B          | 70   | 1h31'13"591                        | 3        | 10    |
| 2        | 4  | Ralf Schumacher       | Williams - BMW     | M          | 70   | +0"784                             | 1        | 8     |
| 3        | 3  | Juan Pablo Montoya    | Williams - BMW     | M          | 70   | +1"355                             | 2        | 6     |
| 4        | 8  | Fernando Alonso       | Renault            | M          | 70   | +4"481                             | 4        | 5     |
| 5        | 2  | Rubens Barrichello    | Ferrari            | B          | 70   | +1'04"261                          | 5        | 4     |
| 6        | 6  | Kimi Räikkönen        | McLaren - Mercedes | M          | 70   | +1'10"502                          | 20       | 3     |
| 7        | 14 | Mark Webber           | Jaguar - Cosworth  | M          | 69   | +1 giro                            | 6        | 2     |
| 8        | 20 | Olivier Panis         | Toyota             | M          | 69   | +1 giro                            | 7        | 1     |
| 9        | 19 | Jos Verstappen        | Minardi - Cosworth | B          | 68   | +2 giri                            | 15       |       |
| 10       | 15 | Antônio Pizzonia      | Jaguar - Cosworth  | M          | 66   | Motore                             | 13       |       |
| 11       | 21 | Cristiano da Matta    | Toyota             | M          | 64   | Sospensione (8°)                   | 9        |       |
| Ritirato | 18 | Justin Wilson         | Minardi - Cosworth | B          | 60   | Cambio (10°)                       | 18       |       |
| Ritirato | 17 | Jenson Button         | BAR - Honda        | B          | 51   | Cambio (10°)                       | 17       |       |
| Ritirato | 5  | David Coulthard       | McLaren - Mercedes | M          | 47   | Cambio (6°)                        | 11       |       |
| Ritirato | 9  | Nick Heidfeld         | Sauber - Petronas  | B          | 47   | Motore (12°)                       | 12       |       |
| Ritirato | 7  | Jarno Trulli          | Renault            | M          | 22   | Incidente (16°)                    | 8        |       |
| Ritirato | 11 | Giancarlo Fisichella  | Jordan - Ford      | B          | 20   | Cambio (6°)                        | 16       |       |
| Ritirato | 12 | Ralph Firman          | Jordan - Ford      | B          | 20   | Motore (13°)                       | 19       |       |
| Ritirato | 16 | Jacques Villeneuve    | BAR - Honda        | B          | 14   | Freni (17°)                        | 14       |       |
| Ritirato | 10 | Heinz-Harald Frentzen | Sauber - Petronas  | B          | 6    | Elettronica (16°)                  | 10       |       |

## Classifiche

### Piloti
| Pos. | Pilota                | Punti |
| ---- | --------------------- | ----- |
| 1    | Michael Schumacher    | 54    |
| 2    | Kimi Räikkönen        | 51    |
| 3    | Fernando Alonso       | 34    |
| 4    | Ralf Schumacher       | 33    |
| 5    | Juan Pablo Montoya    | 31    |
| 5    | Rubens Barrichello    | 31    |
| 7    | David Coulthard       | 25    |
| 8    | Jarno Trulli          | 13    |
| 9    | Giancarlo Fisichella  | 10    |
| 10   | Jenson Button         | 8     |
| 11   | Heinz-Harald Frentzen | 7     |
| 12   | Mark Webber           | 6     |
| 13   | Jacques Villeneuve    | 3     |
| 13   | Cristiano da Matta    | 3     |
| 15   | Nick Heidfeld         | 1     |
| 15   | Ralph Firman          | 1     |
| 15   | Olivier Panis         | 1     |

### Costruttori
| Pos. | Team               | Punti |
| ---- | ------------------ | ----- |
| 1    | Ferrari            | 85    |
| 2    | McLaren - Mercedes | 76    |
| 3    | Williams - BMW     | 64    |
| 4    | Renault            | 47    |
| 5    | Jordan - Ford      | 11    |
| 5    | BAR - Honda        | 11    |
| 7    | Sauber - Petronas  | 8     |
| 8    | Jaguar - Cosworth  | 6     |
| 9    | Toyota             | 4     |